# 歡樂漫畫半月刊

《歡樂漫畫半月刊》試刊1號封面

《歡樂漫畫半月刊》是由臺灣時報文化出版的少年與青年漫畫雜誌，1985年10月2日創刊，1988年5月10日停刊，總共發行了50期。
該雜誌主編為許正芳，美術編輯為姜振台（也就是漫畫家阿推）、高桂萍、林雲連。草創之初為十六開本、每半個月發行一期、黑白與彩色印刷。至1987年7月第40期起改版，改成二十五開本，且改為每月發行一期，直至1988年5月10日停刊為止。

## 創刊背景與概要
1981年本來刊載史努比漫畫的《民生報》因未獲授權，受到美國原作者的抗議，於是自同年7月21日起改推出敖幼祥的《超級狗》；想不到讀者對《超級狗》的反應熱烈，並以公開徵名的方式將主角命名為「皮皮」。一炮而紅的敖幼祥緊接著1983年元月起在《中國時報》連載《烏龍院》，這部作品將他的創作生涯推向高峰，改成雜誌的形式發行後創下發行量八萬七千本的紀錄，並推出許多週邊商品。
《烏龍院》的成功直接刺激了臺灣漫畫界的創作熱潮，蔡志忠、朱德庸、蕭言中、孫家裕、柏言、老瓊、王平等漫畫家紛紛推出新作，新人也爭相參加漫畫比賽（如1984年中國時報系主辦的全國漫畫大擂台）獲取出頭的機會。這一波風潮也使得漫畫雜誌再度復甦，《歡樂漫畫半月刊》便是在1985年10月2日登場的。該雜誌初期網羅了許多知名漫畫家如鄭問、蔡志忠、敖幼祥、阿推等，另外也推出一些新企劃如：「五花八門」專欄介紹漫畫廟，「每期人物」專欄介紹當前知名漫畫家並回顧其作品，「將軍·戰場」單元介紹臺灣早期漫畫家劉興欽、陳定國、葉宏甲等三人。
1987年7月15日歷經解嚴，漫畫出版送審制度亦自動失效，漫畫盜印業界頓時呈現百家爭出的混亂局面，搶譯、搶稿甚至撞稿的情況比比皆是。靠著盜版漫畫《好小子》起家的東立出版社因對翻譯品質的嚴格要求，當時的出版量約佔75%左右。1988年由於市場競爭白熾化，東立與其餘八家出版業者商議所有的日本漫畫按市場佔有率抽稿分配，東立取得45%的分稿量，其餘55%由八家均分；而市面上依舊充斥著盜版日本漫畫。《歡樂漫畫》在市場上苦撐經營了三年，仍不敵其他盜印日本漫畫的出版社的合攻夾殺，於是在1988年5月10日第50期宣佈休刊。原本休刊聲明表示休刊3個月，當年9月再度復刊，然而隨著出版社內部的人事變動致使復刊遙遙無期。

## 登場的漫畫家與作品
《歡樂漫畫》強調國人創作為特色，網羅了不少漫畫家與作品：
- 鄭問：《最後的決鬥》
- 王偉忠：《孫小毛看天下》
- 朱德庸：《大飯店》、《大刺蝟》、《漏電篇》
- 柏言：《嘎嘎》
- 廖文彬：《兩個油漆匠》
- 魚夫：《你們、我們、他們》
- 敖幼祥：《男子漢大丈夫》、《快樂營》
- 季青：《如此人間》
- 江零：《奇思妙想》
- 王平：《小人物》
- 葉輝彥：《瘋狂馬戲團》
- 柏同：《荒謬劇場》
- 曾正忠：《歡樂殺手——新十二生肖》、《花心赤狐》
- 蔡志忠：《龍門陣》、《老子說》、《莊子說》、《四書》、《禪門公案》
- 阿推：《九命人》、《新樂園》、《久命人》
- 孫家裕：《孫老爹講古》、《血債》、《三國演義》
- 陳弘耀：《大西遊》
- 傑利小子：《黑白俱樂部》
- 張靜美：《我心飛舞》、《杜鵑、杜鵑》
- 麥仁（後改名成麥人杰）：《劇場》、《零代傳說》
- 陳耿彬：《古典科幻：項羽的最後一日》、《帝王之星》
- 卓昆峰
- 高永：《焚夢》
- 游素蘭
- 管憶華
- ：《太古搜神錄》
- 洪德麟：漫畫評論、漫畫史等專欄

## 全國漫畫大擂台
主條目：全國漫畫大擂台

時報文化自1984年起舉辦「全國漫畫大擂台」漫畫獎，藉以挖掘出麥仁、孫家裕、蕭言中、陳冠君、張靜美、楊若笙等本土漫畫家。

## 外部連結
- 歡樂漫畫半月刊回顧 （页面存档备份，存于）
- 台灣新漫畫的起點，歡樂漫畫雜誌 （页面存档备份，存于）
- 斷層與重生：《歡樂漫畫半月刊》的始與末 （页面存档备份，存于）